# Bârcă
Bârcă, Bărcă este un nume răspândit în România și Basarabia. Provine de la dacicul bircă - scurt, dar nu este exclusă și o altă origine. 

## Bârcă A
- Afanasie Bârcă -  martir din s. Otac, Rezina

## Bârcă G.
- Gheorghe Ion Bârcă -  istoric din RSS Moldovenească

## Bârcă I
- Iacob Bârcă - locuitor al satului Otac, Rezina în sec XIX.

## Bârcă M
- Mihai Bărcă - compozitor român

## Bârcâ T
- Teodosie Bârcă - deputat în "Sfatul Țării"

## Bârcă V
- Vasile Bârcă- deputat în "Sfatul Țării", ministru